# Szolnoky Elemér
Szolnoky Elemér (Kolozsvár, 1923. március 20. – Hatvan, 1979. október 10.) gépészmérnök.

## Életpályája
Gépészmérnöki diplomáját a Budapesti Műszaki és Gazdaságtudományi Egyetemen szerezte meg. Ezután közel 30 évig a Mélyépítési Tervező Vállalat (MÉLYÉPTERV) munkatársa volt. 1954-től szakosztályvezetőként dolgozott. Autóbaleset áldozata lett.

### Munkássága
Munkája során ismerkedett meg a szennyvíztisztítás technológiai problémáival. Fontos szerepe volt a Berentei Hőerőmű mesterséges szellőztetésű csepegőtestes szennyvíztisztító telepének létrehozásában. Az ország első eleveniszapos szennyvíztisztító telepeinek (Sajószentpéter, Budakeszi, Hatvan, Pápa, Hajdúszoboszló) megalkotásában is részt vett. Kidolgozta az ország víziközművi kapacitásának beruházásmentes növelési módszereit. Sokoldalú tudományos munkásságát szakkönyvei, jegyzetei, szakvéleményei és egyéb publikációi, valamint műegyetemi előadói tevékenysége jelzi.
Sírja a Farkasréti temetőben található (19/1-1-5).

## Művei
- Szennyvíztisztító berendezések tisztítástechnológiáját zavaró gyakori hibák (Budapest, 1966)